# Чемпионат Беларуси по шашечной композиции 1998
Чемпионат Белоруссии по шашечной композиции 1998, оригинальное название — Второй этап IX чемпионата Беларуси по шашечной композиции — национальное спортивное соревнование по шашечной композиции. Организатор — комиссия по композиции Белорусской Федерации Шашек. Соревнования проходили заочно.

## О турнире
Начиная с 1991 года, белорусские чемпионаты стали проводиться раз в два года, при этом разделив соревнования по русским и международным шашкам на ежегодные этапы чемпионата. Суммирования очков этапов не производилось. Таким образом, в IX чемпионате Беларуси по шашечной композиции на 1-м этапе в 1997-ем соревновались в русские шашки, а на 2-м этапе — в международные.
Соревнования проводились в 4 дисциплинах: миниатюры, проблемы, задачи, этюды.
В турнире по составлению миниатюр-100 вне зачета приняли участие Михаил Левандовский (Украина) и Миленко Лепшич (Хорватия), занявшие в абсолютном зачете 3 и 4 место соответственно.
Леонид Сергеевич Витошкин (Гомель) — выиграл два золота: в миниатюрах-100 и
этюдах-100, показав, как и в первом чемпионате страны, лучший результат.

## Спортивные результаты
Миниатюры-100.
 Леонид Витошкин — 25,25 очка.  Александр Сапегин — 24,5. Михаил Левандовский (Украина) — 22,0 (вне конкурса). Миленко Лепшич (Хорватия) — 21,0 (вне конкурса).  Борис Иванов — 19,0. 4. Пётр Шклудов — 18,0. 5. Вадим Булат — 17,5. 6. Николай Вергейчик — 16,5. 7. Виктор Шульга — 10,25. 8. Александр Коготько — 8,5.
Проблемы-100.
 Григорий Кравцов — 26,25.  Пётр Шклудов — 23,5.  Виктор Шульга — 23,5. 4. Александр Сапегин — 22,25. 5. Вадим Булат — 19,75. 6. Юлий Герман — 14,75. 7. Николай Вергейчик — 14,5. 8. Борис Иванов — 11,5. 9. Владимир Малашенко — 6,25. 10. Александр Коготько — 1,75.
Этюды-100.
 Леонид Витошкин — 19,5.  Криштоф Малашкевич — 15,5.  Григорий Кравцов — 13,75. 4. Виктор Шульга — 12,75. 5. Вадим Кравцов — 9,5. 6. Борис Иванов — 0,0. 7. Пётр Шклудов — 0,0.
Задачи-100.
 Анатолий Шабалин — 32,75.  Пётр Шклудов — 24,25.  Константин Тарасевич — 19,0. 4. Александр Шурпин — 14,75. 5. Борис Иванов — 10,0. 6. Николай Бобровник — 8,5.